# قائمة أعضاء مجلس النواب العراقي - الدورة الخامسة عشر
قائمة أعضاء مجلس النواب العراقي للدورة الخامسة عشر. بدأت هذه الدورة في 16 أيلول عام 1954 وانتهت في 27 آذار عام 1958. تم زيادة عدد النواب الى ١٤٥ نائباً في انتخابات تكميلية في عام ١٩٥٥

## لواء بغداد
| تسلسل | الاسم              | ملاحظات                        |
| ----- | ------------------ | ------------------------------ |
| 1     | إسماعيل غانم       | نائب في الدورات الثلاث السابقة |
| 2     | توفيق المختار      | نائب في الدورات الثلاث السابقة |
| 3     | ضياء جعفر          | نائب في الدورتين السابقتين     |
| 4     | رشدي الجلبي        | نائب في الدورات الثلاث السابقة |
| 5     | عبد الرسول الخالصي | نائب في الدورتين السابقتين     |
| 6     | مهدي كبه           | نائب في الدورة السابقة         |
| 7     | جميل عبد الوهاب    | نائب في الدورة السابقة         |
| 8     | محسن الدوري        |                                |
| 9     | خميس الضاري        |                                |
| 10    | كريم كنه           | نائب في الدورات الثلاث السابقة |
| 11    | حسين علوان الشلال  |                                |
| 12    | إسماعيل الراضي     |                                |
| 13    | صادق البصام        | نائب في الدورتين السابقتين     |
| 14    | نديم الباجه جي     | نائب في الدورة السابقة         |
| 15    | عبد الكريم الأزري  | نائب في الدورة السابقة         |
| 16    | حسام الدين جمعة    |                                |
| 17    | شاكر ماهر          | نائب في الدورتين السابقتين     |
| 18    | غازي العلي         | نائب في الدورات الأربع السابقة |
| 19    | عزت مراد الشيخ     | نائب في الدورتين السابقتين     |
| 20    | رزوق غنام          |                                |

## لواء كربلاء
| تسلسل | الاسم            | ملاحظات                |
| ----- | ---------------- | ---------------------- |
| 1     | جواد الخطيب      |                        |
| 2     | عبد الحسين كمونة | نائب في الدورة السابقة |
| 3     | كاظم أحمد        | نائب في الدورة السابقة |
| 4     | عطية السيد سلمان |                        |
| 5     | محمد مهدي الوهاب |                        |

## لواء الحلة
| تسلسل | الاسم                | ملاحظات                        |
| ----- | -------------------- | ------------------------------ |
| 1     | عبد الهادي صالح      | نائب في الدورتين السابقتين     |
| 2     | عبد المنعم الرشيد    | نائب في الدورات الأربع السابقة |
| 3     | عبد الرحمن جودة      | نائب في الدورتين السابقتين     |
| 4     | موسى العلوان العباسي |                                |
| 5     | عبد الوهاب مرجان     | نائب في الدورات الثلاث السابقة |
| 6     | غانم الشمران         | نائب في الدورات الثلاث السابقة |
| 7     | محسن الجريان         | نائب في الدورة السابقة         |
| 8     | حسن المطيري          | نائب في الدورتين السابقتين     |
| 9     | مخيف الكتاب          | نائب في الدورات الثلاث السابقة |
| 10    | عبود اللهيمص         | نائب في الدورتين السابقتين     |

## لواء الديوانية
| تسلسل | الاسم                     | ملاحظات                        |
| ----- | ------------------------- | ------------------------------ |
| 1     | عبد الكاظم المرزوق        |                                |
| 2     | عبد الكاظم العطية         |                                |
| 3     | أركان عبادي               | نائب في الدورات الأربع السابقة |
| 4     | علي الشعلان               | نائب في الدورتين السابقتين     |
| 5     | فاضل معله                 |                                |
| 6     | عجه الدلي                 | نائب في الدورات الثلاث السابقة |
| 7     | سوده الحسون               | نائب في الدورتين السابقتين     |
| 8     | عبد العباس المزهر         | نائب في الدورات الخمس السابقة  |
| 9     | محمد فاضل الجمالي         | نائب في الدورتين السابقتين     |
| 10    | موجد الشعلان              | نائب في الدورتين السابقتين     |
| 11    | زیدان الصكب               |                                |
| 12    | عبد المهدي الياسري        |                                |
| 13    | خوام العبد العباس الفرهود |                                |

## لواء المنتفق
| تسلسل | الاسم               | ملاحظات                        |
| ----- | ------------------- | ------------------------------ |
| 1     | جواد حيدر           | نائب في الدورات الثلاث السابقة |
| 2     | صكبان العلي         | نائب في الدورات الست السابقة   |
| 3     | توفيق الفليكي       |                                |
| 4     | عبد المجيد محمود    | نائب في الدورة السابقة         |
| 5     | فرهود الفندي        |                                |
| 6     | سعدون المشلب        | نائب في الدورتين السابقتين     |
| 7     | موحان الخير الله    | نائب في الدورات الست السابقة   |
| 8     | عبد الغني الدلي     | نائب في الدورتين السابقتين     |
| 9     | عبد الأمير علاوي    |                                |
| 10    | عبد الغني حمادي     |                                |
| 11    | ثامر السعدون        | نائب في الدورات الست السابقة   |
| 12    | محمد الصيهود المنشد | نائب في الدورتين السابقتين     |

## لواء البصرة
| تسلسل | الاسم              | ملاحظات                        |
| ----- | ------------------ | ------------------------------ |
| 1     | حميد الحمود        | نائب في الدورات الست السابقة   |
| 2     | أحمد النقيب        | نائب في الدورات الثلاث السابقة |
| 3     | أحمد العامر        | نائب في الدورات الثلاث السابقة |
| 4     | فوزي الخضيري       | نائب في الدورتين السابقتين     |
| 5     | عبد اللطيف جعفر    | نائب في الدورة السابقة         |
| 6     | حسن عبد الرحمن     |                                |
| 7     | حسين الفايز        |                                |
| 8     | أدور جورجي         | نائب في الدورة السابقة         |
| 9     | عبد الجبار الملاك  |                                |
| 10    | عبد الهادي البجاري | نائب في الدورتين السابقتين     |
| 11    | برهان باش أعیان    | نائب في الدورة السابقة         |

## لواء العمارة
| تسلسل | الاسم            | ملاحظات                        |
| ----- | ---------------- | ------------------------------ |
| 1     | محمد حسن سلمان   | نائب في الدورتين السابقتين     |
| 2     | عبد الكريم شواي  |                                |
| 3     | موسى الشابندر    |                                |
| 4     | فرحان العرس      | نائب في الدورات الأربع السابقة |
| 5     | طارق العسكري     | نائب في الدورتين السابقتين     |
| 6     | مجيد الخليفة     | نائب في الدورات الأربع السابقة |
| 7     | عبد الكريم الجوي | نائب في الدورتين السابقتين     |
| 8     | محمد العريبي     | نائب في الدورة السابقة         |

## لواء الكوت
| تسلسل | الاسم            | ملاحظات                        |
| ----- | ---------------- | ------------------------------ |
| 1     | خطاب الخضيري     | نائب في الدورات الثلاث السابقة |
| 2     | مزهر السمرمد     |                                |
| 3     | عبد الله الياسين | نائب في الدورات الخمس السابقة  |
| 4     | عزيز الخياط      | نائب في الدورتين السابقتين     |
| 5     | مجيد الأمير      |                                |

## لواء ديالى أصبح عدد مجلس النواب عن محافظة ديالى سبع نواب بعد الانتخابات التكميلية
٧) محمد فخري ال جميل
| تسلسل | الاسم           | ملاحظات                        |
| ----- | --------------- | ------------------------------ |
| 1     | حبيب الخيزران   | نائب في الدورات الخمس السابقة  |
| 2     | نهاد الزهاوي    |                                |
| 3     | لطفي عزت        | نائب في الدورة السابقة         |
| 4     | راغب عبد الله   | نائب في الدورة السابقة         |
| 5     | جميل الأورفلي   | نائب في الدورات الأربع السابقة |
| 6     | عز الدين النقيب | نائب في الدورات السبع السابقة  |

## لواء كركوك إضافة مقعد تاسع للواء كركوك مقعد لطائفة المسيحية
٩) نعمة الله هندي
| تسلسل | الاسم         | ملاحظات                      |
| ----- | ------------- | ---------------------------- |
| 1     | أمين رشيد     |                              |
| 2     | حسين خانقاه   | نائب في الدورة السابقة       |
| 3     | أمين قيردار   | نائب في الدورتين السابقتين   |
| 4     | داود الجاف    | نائب في الدورات الست السابقة |
| 5     | سلمان بیات    |                              |
| 6     | كامل يعقوبي   | نائب في الدورتين السابقتين   |
| 7     | محمود بابان   | نائب في الدورتين السابقتين   |
| 8     | إبراهيم نفطجي |                              |

## لواء الموصل زيادة عدد أعضاء مجلس النواب عن لواء الموصل إلى ١٩ مقد بإضافة مقعد
١٩) حسن توحلة
| تسلسل | الاسم            | ملاحظات                        |
| ----- | ---------------- | ------------------------------ |
| 1     | حاجي شمدين أغا   | نائب في الدورة السابقة         |
| 2     | محمود زيباري     | نائب في الدورتين السابقتين     |
| 3     | مجبل الوكاع      | نائب في الدورات الأربع السابقة |
| 4     | خضر خديدة        | نائب في الدورتين السابقتين     |
| 5     | أحمد العجيل      |                                |
| 6     | متى سرسم         | نائب في الدورات الأربع السابقة |
| 7     | عزیز حسن أغا     | نائب في الدورتين السابقتين     |
| 8     | يوسف رسام        |                                |
| 9     | محمد الجليلي     |                                |
| 10    | إبراهيم كشموله   |                                |
| 11    | جمال المفتي      |                                |
| 12    | سامي باش عالم    |                                |
| 13    | توفيق السمعاني   | نائب في الدورتين السابقتين     |
| 14    | نوري البريفكاني  | نائب في الدورتين السابقتين     |
| 15    | حازم المفتي      | نائب في الدورة السابقة         |
| 16    | مصلح النقشبندي   | نائب في الدورات الأربع السابقة |
| 17    | إبراهيم الحمداني | نائب في الدورة السابقة         |
| 18    | فيصل الدملوجي    |                                |

## لواء الدليم
| تسلسل | الاسم             | ملاحظات                        |
| ----- | ----------------- | ------------------------------ |
| 1     | خليل كنه          | نائب في الدورات الأربع السابقة |
| 2     | أحمد العمر        |                                |
| 3     | عبد الرزاق العلي  | نائب في الدورات السبع السابقة  |
| 4     | عبد عزيز علي عريم | نائب في الدورات الثلاث السابقة |
| 5     | مشحن الحردان      | نائب في الدورة السابقة         |

## لواء أربيل
| التسلسل | الاسم          | ملاحظات                        |
| ------- | -------------- | ------------------------------ |
| 1       | جمال عمر نظمي  | نائب في الدورتين السابقتين     |
| 2       | صديق ميران     | نائب في الدورات الست السابقة   |
| 3       | عز الدين الملا | نائب في الدورات الأربع السابقة |
| 4       | علي أحمد       | نائب في الدورتين السابقتين     |
| 5       | خضر أحمد       |                                |
| 6       | فتاح هركي      | نائب في الدورتين السابقتين     |
| 7       | حويز حسن       |                                |
| 8       | محمود خليفة    |                                |

## لواء السليمانية
| تسلسل | الاسم        | ملاحظات                        |
| ----- | ------------ | ------------------------------ |
| 1     | إبراهيم سعيد | نائب في الدورتين السابقتين     |
| 2     | حميد الجاف   |                                |
| 3     | حسن الجاف    |                                |
| 4     | سعيد قزاز    |                                |
| 5     | علي كمال     | نائب في الدورات الثلاث السابقة |
| 6     | رسول حسن     |                                |